# Eleições autárquicas de 2017 em Coimbra
As eleições autárquicas de 2017 serviram para eleger os membros dos órgãos do poder local no concelho de Coimbra.
Manuel Machado, presidente eleito em 2013 pelo Partido Socialista, foi novamente reeleito, praticamente repetindo os resultados alcançados em 2013, ao obter 35,5% dos votos e 5 vereadores.
A coligação entre o PSD e CDS, que apoiou Jaime Ramos, ficou-se pelos 26,6% dos votos e 3 vereadores, menos 1 vereador que os social-democratas tinham eleito em 2013.
O movimento independente "Somos Coimbra", liderado por José Manuel Silva, obteve um bom resultado, ao conseguir 16,1% dos votos e 2 vereadores.
Por fim, a Coligação Democrática Unitária manteve o vereador que detinha apesar da perda de votos e, o movimento independente "Cidadãos por Coimbra" perdeu o vereador que detinha.

## Listas e Candidatos
| Lista | Lista                                 | Candidato              |
| ----- | ------------------------------------- | ---------------------- |
|       | Partido Socialista                    | Manuel Machado         |
|       | PSD-CDS-PPM-MPT                       | Jaime Ramos            |
|       | Somos Coimbra                         | José Manuel Silva      |
|       | Coligação Democrática Unitária        | Francisco Queirós      |
|       | Cidadãos por Coimbra (Apoiado por BE) | Jorge Gouveia Monteiro |
|       | Pessoas–Animais–Natureza              | Victor Marques         |
|       | Partido Nacional Renovador            | Vítor Ramalho          |

## Resultados Oficiais
Os resultados para os órgãos do poder local no concelho de Coimbra foram os seguintes:

## Mapa

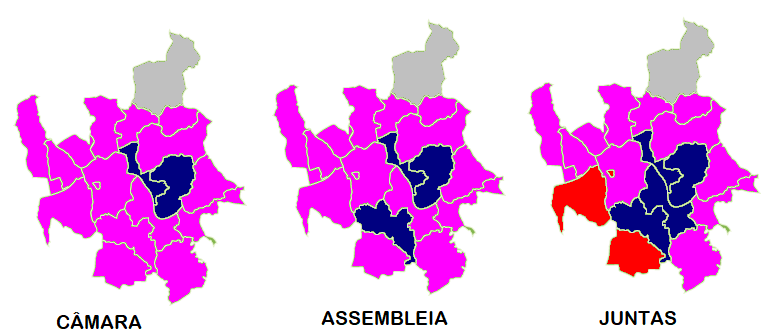
Partido mais votado por Freguesia

### Câmara Municipal
| Partido                 | Partido                               | Votos   | %               | +/-  | Vereadores | +/-     |
| ----------------------- | ------------------------------------- | ------- | --------------- | ---- | ---------- | ------- |
|                         | Partido Socialista                    | 24 232  | 35,46 / 100,00  | 0,05 | 5 / 11     | Estável |
|                         | PSD-CDS-PPM-MPT                       | 18 151  | 26,56 / 100,00  | -    | 3 / 11     | -       |
|                         | Somos Coimbra                         | 10 976  | 16,06 / 100,00  | Novo | 2 / 11     | Novo    |
|                         | Coligação Democrática Unitária        | 5 670   | 8,30 / 100,00   | 2,81 | 1 / 11     | Estável |
|                         | Cidadãos por Coimbra (Apoiado por BE) | 4 799   | 7,02 / 100,00   | 2,25 | 0 / 11     | 1       |
|                         | Pessoas–Animais–Natureza              | 1 096   | 1,60 / 100,00   | 0,15 | 0 / 11     | Estável |
|                         | Partido Nacional Renovador            | 201     | 0,29 / 100,00   | -    | 0 / 11     | -       |
| Votos Inválidos         | Votos Inválidos                       | 3 205   | 4,69 / 100,00   | 3,51 |            |         |
| Total                   | Total                                 | 68 330  | 100,00 / 100,00 |      | 11 / 11    |         |
| Eleitorado/Participação | Eleitorado/Participação               | 127 834 | 53,45 / 100,00  | 4,07 |            |         |

### Assembleia Municipal
| Partido                 | Partido                               | Votos   | %               | +/-  | Deputados | +/-  |
| ----------------------- | ------------------------------------- | ------- | --------------- | ---- | --------- | ---- |
|                         | Partido Socialista                    | 22 934  | 33,56 / 100,00  | 0,26 | 13 / 33   | 1    |
|                         | PSD-CDS-PPM-MPT                       | 17 782  | 26,02 / 100,00  | -    | 10 / 33   | -    |
|                         | Somos Coimbra                         | 10 508  | 15,38 / 100,00  | Novo | 5 / 33    | Novo |
|                         | Coligação Democrática Unitária        | 7 052   | 10,32 / 100,00  | 3,61 | 3 / 33    | 2    |
|                         | Cidadãos por Coimbra (Apoiado por BE) | 5 048   | 7,39 / 100,00   | 3,55 | 2 / 33    | 2    |
|                         | Pessoas–Animais–Natureza              | 1 467   | 2,15 / 100,00   | -    | 0 / 33    | -    |
|                         | Partido Nacional Renovador            | 236     | 0,35 / 100,00   | -    | 0 / 33    | -    |
| Votos Inválidos         | Votos Inválidos                       | 3 308   | 4,84 / 100,00   | 4,33 |           |      |
| Total                   | Total                                 | 68 335  | 100,00 / 100,00 |      | 33 / 33   |      |
| Eleitorado/Participação | Eleitorado/Participação               | 127 834 | 53,46 / 100,00  | 4,08 |           |      |

### Juntas de Freguesia
| Partido                 | Partido                        | Votos   | %               | +/-  | Presidentes | +/-     | Mandatos  | +/- |
| ----------------------- | ------------------------------ | ------- | --------------- | ---- | ----------- | ------- | --------- | --- |
|                         | Partido Socialista             | 23 651  | 34,61 / 100,00  | 3,47 | 11 / 18     | 2       | 82 / 188  | 5   |
|                         | PSD-CDS-PPM-MPT                | 18 773  | 27,47 / 100,00  | -    | 4 / 18      | -       | 53 / 188  | -   |
|                         | Grupo de Cidadãos              | 13 820  | 20,22 / 100,00  | 8,85 | 1 / 18      | Estável | 26 / 188  | 12  |
|                         | Coligação Democrática Unitária | 8 536   | 12,49 / 100,00  | 3,62 | 2 / 18      | 1       | 27 / 188  | 10  |
|                         | Partido Nacional Renovador     | 73      | 0,11 / 100,00   | -    | 0 / 18      |         | 0 / 188   | -   |
| Votos Inválidos         | Votos Inválidos                | 3 482   | 5,09 / 100,00   | 3,15 |             |         |           |     |
| Total                   | Total                          | 68 335  | 100,00 / 100,00 |      | 18 / 18     |         | 188 / 188 |     |
| Eleitorado/Participação | Eleitorado/Participação        | 127 834 | 53,46 / 100,00  | 4,02 |             |         |           |     |

## Resultados por Freguesia

### Câmara Municipal
| Freguesia                                 | %     | %                | %     | %     | %    | %    | %    | Votantes |
| Freguesia                                 | PS    | PSD-CDS- PPM-MPT | SC    | CDU   | CPC  | PAN  | PNR  | Votantes |
| ----------------------------------------- | ----- | ---------------- | ----- | ----- | ---- | ---- | ---- | -------- |
| Almalaguês                                | 51,90 | 24,05            | 5,58  | 8,28  | 5,77 | 0,98 | 0,18 | 1 630    |
| Antuzede e Vil de Matos                   | 54,19 | 22,11            | 10,29 | 5,56  | 2,94 | 1,02 | 0,32 | 1 565    |
| Assafarge e Antanhol                      | 33,52 | 32,15            | 14,06 | 6,56  | 6,68 | 1,68 | 0,35 | 2 560    |
| Brasfemes                                 | 42,04 | 20,88            | 18,68 | 6,96  | 2,38 | 1,62 | 0,19 | 1 049    |
| Ceira                                     | 43,31 | 30,62            | 9,22  | 7,29  | 3,02 | 1,25 | 0,68 | 1 757    |
| Cernache                                  | 36,75 | 23,98            | 9,93  | 16,16 | 5,72 | 1,65 | 0,23 | 2 185    |
| Coimbra                                   | 28,24 | 30,95            | 16,11 | 8,50  | 9,59 | 1,66 | 0,33 | 5 977    |
| Eiras e São Paulo de Frades               | 37,54 | 24,22            | 12,53 | 8,82  | 9,43 | 2,49 | 0,43 | 7 638    |
| Santa Clara e Castelo Viegas              | 31,72 | 29,09            | 17,50 | 6,83  | 8,01 | 1,45 | 0,40 | 5 507    |
| Santo António dos Olivais                 | 26,00 | 30,05            | 21,07 | 7,31  | 9,03 | 1,78 | 0,21 | 19 153   |
| São João do Campo                         | 53,39 | 12,27            | 11,45 | 17,03 | 2,11 | 0,46 | 0,27 | 1 092    |
| São Martinho de Árvore e Lamarosa         | 48,48 | 35,87            | 4,28  | 4,46  | 1,73 | 0,95 | 0,36 | 1 681    |
| São Martinho do Bispo e Ribeira de Frades | 44,82 | 20,91            | 14,16 | 6,97  | 6,56 | 1,52 | 0,20 | 7 046    |
| São Silvestre                             | 49,52 | 23,56            | 9,96  | 8,45  | 2,61 | 0,96 | 0,21 | 1 456    |
| Souselas e Botão                          | 22,74 | 22,30            | 41,28 | 5,70  | 1,72 | 0,80 | 0,24 | 2 493    |
| Taveiro, Ameal e Arzila                   | 44,37 | 16,04            | 11,13 | 17,97 | 3,74 | 1,45 | 0,36 | 2 488    |
| Torres do Mondego                         | 52,80 | 19,46            | 7,54  | 12,25 | 2,84 | 1,30 | 0,24 | 1 233    |
| Trouxemil e Torre de Vilela               | 43,63 | 27,69            | 7,14  | 8,35  | 5,44 | 1,21 | 0,27 | 1 820    |
| Coimbra                                   | 35,46 | 26,56            | 16,06 | 8,30  | 7,02 | 1,60 | 0,29 | 68 330   |

#### Almalaguês
| Partido                 | Partido                               | Votos | %               | +/-   |
| ----------------------- | ------------------------------------- | ----- | --------------- | ----- |
|                         | Partido Socialista                    | 846   | 51,90 / 100,00  | 13,51 |
|                         | PSD-CDS-PPM-MPT                       | 392   | 24,05 / 100,00  | -     |
|                         | Coligação Democrática Unitária        | 135   | 8,28 / 100,00   | 4,76  |
|                         | Cidadãos por Coimbra (Apoiado por BE) | 94    | 5,77 / 100,00   | 2,46  |
|                         | Somos Coimbra                         | 91    | 5,58 / 100,00   | Novo  |
|                         | Pessoas–Animais–Natureza              | 16    | 0,98 / 100,00   | 0,04  |
|                         | Partido Nacional Renovador            | 3     | 0,18 / 100,00   | -     |
| Votos Inválidos         | Votos Inválidos                       | 53    | 3,25 / 100,00   | 3,43  |
| Total                   | Total                                 | 1 630 | 100,00 / 100,00 |       |
| Eleitorado/Participação | Eleitorado/Participação               | 2 726 | 59,79 / 100,00  | 6,74  |

#### Antuzede e Vil de Matos
| Partido                 | Partido                               | Votos | %               | +/-  |
| ----------------------- | ------------------------------------- | ----- | --------------- | ---- |
|                         | Partido Socialista                    | 848   | 54,19 / 100,00  | 0,11 |
|                         | PSD-CDS-PPM-MPT                       | 346   | 22,11 / 100,00  | -    |
|                         | Somos Coimbra                         | 161   | 10,29 / 100,00  | Novo |
|                         | Coligação Democrática Unitária        | 87    | 5,56 / 100,00   | 3,45 |
|                         | Cidadãos por Coimbra (Apoiado por BE) | 46    | 2,94 / 100,00   | 1,20 |
|                         | Pessoas–Animais–Natureza              | 16    | 1,02 / 100,00   | 0,31 |
|                         | Partido Nacional Renovador            | 5     | 0,32 / 100,00   | -    |
| Votos Inválidos         | Votos Inválidos                       | 56    | 3,58 / 100,00   | 5,36 |
| Total                   | Total                                 | 1 565 | 100,00 / 100,00 |      |
| Eleitorado/Participação | Eleitorado/Participação               | 2 707 | 57,81 / 100,00  | 4,54 |

#### Assafarge e Antanhol
| Partido                 | Partido                               | Votos | %               | +/-  |
| ----------------------- | ------------------------------------- | ----- | --------------- | ---- |
|                         | Partido Socialista                    | 858   | 33,52 / 100,00  | 1,39 |
|                         | PSD-CDS-PPM-MPT                       | 823   | 32,15 / 100,00  | -    |
|                         | Somos Coimbra                         | 360   | 14,06 / 100,00  | Novo |
|                         | Cidadãos por Coimbra (Apoiado por BE) | 171   | 6,68 / 100,00   | 0,65 |
|                         | Coligação Democrática Unitária        | 168   | 6,56 / 100,00   | 2,74 |
|                         | Pessoas–Animais–Natureza              | 43    | 1,68 / 100,00   | 0,12 |
|                         | Partido Nacional Renovador            | 9     | 0,35 / 100,00   | -    |
| Votos Inválidos         | Votos Inválidos                       | 128   | 5,00 / 100,00   | 4,09 |
| Total                   | Total                                 | 2 560 | 100,00 / 100,00 |      |
| Eleitorado/Participação | Eleitorado/Participação               | 4 545 | 56,33 / 100,00  | 2,72 |

#### Brasfemes
| Partido                 | Partido                               | Votos | %               | +/-  |
| ----------------------- | ------------------------------------- | ----- | --------------- | ---- |
|                         | Partido Socialista                    | 441   | 42,04 / 100,00  | 3,82 |
|                         | PSD-CDS-PPM-MPT                       | 219   | 20,88 / 100,00  | -    |
|                         | Somos Coimbra                         | 196   | 18,68 / 100,00  | Novo |
|                         | Coligação Democrática Unitária        | 73    | 6,96 / 100,00   | 2,94 |
|                         | Cidadãos por Coimbra (Apoiado por BE) | 25    | 2,38 / 100,00   | 3,00 |
|                         | Pessoas–Animais–Natureza              | 17    | 1,62 / 100,00   | 0,33 |
|                         | Partido Nacional Renovador            | 2     | 0,19 / 100,00   | -    |
| Votos Inválidos         | Votos Inválidos                       | 76    | 7,24 / 100,00   | 3,31 |
| Total                   | Total                                 | 1 049 | 100,00 / 100,00 |      |
| Eleitorado/Participação | Eleitorado/Participação               | 1 746 | 60,08 / 100,00  | 8,21 |

#### Ceira
| Partido                 | Partido                               | Votos | %               | +/-  |
| ----------------------- | ------------------------------------- | ----- | --------------- | ---- |
|                         | Partido Socialista                    | 761   | 43,31 / 100,00  | 6,63 |
|                         | PSD-CDS-PPM-MPT                       | 538   | 30,62 / 100,00  | -    |
|                         | Somos Coimbra                         | 162   | 9,22 / 100,00   | Novo |
|                         | Coligação Democrática Unitária        | 128   | 7,29 / 100,00   | 2,13 |
|                         | Cidadãos por Coimbra (Apoiado por BE) | 53    | 3,02 / 100,00   | 1,21 |
|                         | Pessoas–Animais–Natureza              | 22    | 1,25 / 100,00   | 0,06 |
|                         | Partido Nacional Renovador            | 12    | 0,68 / 100,00   | -    |
| Votos Inválidos         | Votos Inválidos                       | 81    | 4,61 / 100,00   | 3,80 |
| Total                   | Total                                 | 1 757 | 100,00 / 100,00 |      |
| Eleitorado/Participação | Eleitorado/Participação               | 3 276 | 53,63 / 100,00  | 3,06 |

#### Cernache
| Partido                 | Partido                               | Votos | %               | +/-  |
| ----------------------- | ------------------------------------- | ----- | --------------- | ---- |
|                         | Partido Socialista                    | 803   | 36,75 / 100,00  | 1,30 |
|                         | PSD-CDS-PPM-MPT                       | 524   | 23,98 / 100,00  | -    |
|                         | Coligação Democrática Unitária        | 353   | 16,16 / 100,00  | 2,94 |
|                         | Somos Coimbra                         | 217   | 9,93 / 100,00   | Novo |
|                         | Cidadãos por Coimbra (Apoiado por BE) | 125   | 5,72 / 100,00   | 0,02 |
|                         | Pessoas–Animais–Natureza              | 36    | 1,65 / 100,00   | 0,23 |
|                         | Partido Nacional Renovador            | 5     | 0,23 / 100,00   | -    |
| Votos Inválidos         | Votos Inválidos                       | 122   | 5,59 / 100,00   | 2,33 |
| Total                   | Total                                 | 2 185 | 100,00 / 100,00 |      |
| Eleitorado/Participação | Eleitorado/Participação               | 3 496 | 62,50 / 100,00  | 6,53 |

#### Coimbra
| Partido                 | Partido                               | Votos  | %               | +/-  |
| ----------------------- | ------------------------------------- | ------ | --------------- | ---- |
|                         | PSD-CDS-PPM-MPT                       | 1 850  | 30,95 / 100,00  | -    |
|                         | Partido Socialista                    | 1 688  | 28,24 / 100,00  | 0,10 |
|                         | Somos Coimbra                         | 963    | 16,11 / 100,00  | Novo |
|                         | Cidadãos por Coimbra (Apoiado por BE) | 573    | 9,59 / 100,00   | 2,06 |
|                         | Coligação Democrática Unitária        | 508    | 8,50 / 100,00   | 2,87 |
|                         | Pessoas–Animais–Natureza              | 99     | 1,66 / 100,00   | 0,24 |
|                         | Partido Nacional Renovador            | 20     | 0,33 / 100,00   | -    |
| Votos Inválidos         | Votos Inválidos                       | 276    | 4,61 / 100,00   | 2,12 |
| Total                   | Total                                 | 5 977  | 100,00 / 100,00 |      |
| Eleitorado/Participação | Eleitorado/Participação               | 12 824 | 46,61 / 100,00  | 2,27 |

#### Eiras e São Paulo de Frades
| Partido                 | Partido                               | Votos  | %               | +/-  |
| ----------------------- | ------------------------------------- | ------ | --------------- | ---- |
|                         | Partido Socialista                    | 2 867  | 37,54 / 100,00  | 1,71 |
|                         | PSD-CDS-PPM-MPT                       | 1 850  | 24,22 / 100,00  | -    |
|                         | Somos Coimbra                         | 957    | 12,53 / 100,00  | Novo |
|                         | Cidadãos por Coimbra (Apoiado por BE) | 720    | 9,43 / 100,00   | 0,47 |
|                         | Coligação Democrática Unitária        | 674    | 8,82 / 100,00   | 3,80 |
|                         | Pessoas–Animais–Natureza              | 190    | 2,49 / 100,00   | 0,91 |
|                         | Partido Nacional Renovador            | 33     | 0,43 / 100,00   | -    |
| Votos Inválidos         | Votos Inválidos                       | 347    | 4,54 / 100,00   | 4,65 |
| Total                   | Total                                 | 7 638  | 100,00 / 100,00 |      |
| Eleitorado/Participação | Eleitorado/Participação               | 15 795 | 48,36 / 100,00  | 3,64 |

#### Santa Clara e Castelo Viegas
| Partido                 | Partido                               | Votos  | %               | +/-  |
| ----------------------- | ------------------------------------- | ------ | --------------- | ---- |
|                         | Partido Socialista                    | 1 747  | 31,72 / 100,00  | 1,14 |
|                         | PSD-CDS-PPM-MPT                       | 1 602  | 29,09 / 100,00  | -    |
|                         | Somos Coimbra                         | 964    | 17,50 / 100,00  | Novo |
|                         | Cidadãos por Coimbra (Apoiado por BE) | 441    | 8,01 / 100,00   | 3,22 |
|                         | Coligação Democrática Unitária        | 376    | 6,83 / 100,00   | 3,94 |
|                         | Pessoas–Animais–Natureza              | 80     | 1,45 / 100,00   | 0,20 |
|                         | Partido Nacional Renovador            | 22     | 0,40 / 100,00   | -    |
| Votos Inválidos         | Votos Inválidos                       | 275    | 5,00 / 100,00   | 4,90 |
| Total                   | Total                                 | 5 507  | 100,00 / 100,00 |      |
| Eleitorado/Participação | Eleitorado/Participação               | 10 562 | 52,14 / 100,00  | 6,04 |

#### Santo António dos Olivais
| Partido                 | Partido                               | Votos  | %               | +/-  |
| ----------------------- | ------------------------------------- | ------ | --------------- | ---- |
|                         | PSD-CDS-PPM-MPT                       | 5 755  | 30,05 / 100,00  | -    |
|                         | Partido Socialista                    | 4 980  | 26,00 / 100,00  | 2,66 |
|                         | Somos Coimbra                         | 4 036  | 21,07 / 100,00  | Novo |
|                         | Cidadãos por Coimbra (Apoiado por BE) | 1 729  | 9,03 / 100,00   | 4,04 |
|                         | Coligação Democrática Unitária        | 1 401  | 7,31 / 100,00   | 2,43 |
|                         | Pessoas–Animais–Natureza              | 341    | 1,78 / 100,00   | 0,10 |
|                         | Partido Nacional Renovador            | 41     | 0,21 / 100,00   | -    |
| Votos Inválidos         | Votos Inválidos                       | 870    | 4,55 / 100,00   | 4,10 |
| Total                   | Total                                 | 19 153 | 100,00 / 100,00 |      |
| Eleitorado/Participação | Eleitorado/Participação               | 35 935 | 53,30 / 100,00  | 5,45 |

#### São João do Campo
| Partido                 | Partido                               | Votos | %               | +/-  |
| ----------------------- | ------------------------------------- | ----- | --------------- | ---- |
|                         | Partido Socialista                    | 583   | 53,39 / 100,00  | 9,01 |
|                         | Coligação Democrática Unitária        | 186   | 17,03 / 100,00  | 6,79 |
|                         | PSD-CDS-PPM-MPT                       | 134   | 12,27 / 100,00  | -    |
|                         | Somos Coimbra                         | 125   | 11,45 / 100,00  | Novo |
|                         | Cidadãos por Coimbra (Apoiado por BE) | 23    | 2,11 / 100,00   | 0,04 |
|                         | Pessoas–Animais–Natureza              | 5     | 0,46 / 100,00   | 0,66 |
|                         | Partido Nacional Renovador            | 3     | 0,27 / 100,00   | -    |
| Votos Inválidos         | Votos Inválidos                       | 33    | 3,02 / 100,00   | 2,40 |
| Total                   | Total                                 | 1 092 | 100,00 / 100,00 |      |
| Eleitorado/Participação | Eleitorado/Participação               | 1 781 | 61,31 / 100,00  | 9,12 |

#### São Martinho de Árvore e Lamarosa
| Partido                 | Partido                               | Votos | %               | +/-  |
| ----------------------- | ------------------------------------- | ----- | --------------- | ---- |
|                         | Partido Socialista                    | 815   | 48,48 / 100,00  | 3,79 |
|                         | PSD-CDS-PPM-MPT                       | 603   | 35,87 / 100,00  | -    |
|                         | Coligação Democrática Unitária        | 75    | 4,46 / 100,00   | 2,17 |
|                         | Somos Coimbra                         | 72    | 4,28 / 100,00   | Novo |
|                         | Cidadãos por Coimbra (Apoiado por BE) | 29    | 1,73 / 100,00   | 0,38 |
|                         | Pessoas–Animais–Natureza              | 16    | 0,95 / 100,00   | 0,13 |
|                         | Partido Nacional Renovador            | 6     | 0,36 / 100,00   | -    |
| Votos Inválidos         | Votos Inválidos                       | 65    | 3,87 / 100,00   | 1,53 |
| Total                   | Total                                 | 1 681 | 100,00 / 100,00 |      |
| Eleitorado/Participação | Eleitorado/Participação               | 2 695 | 62,37 / 100,00  | 0,88 |

#### São Martinho do Bispo e Ribeira de Frades
| Partido                 | Partido                               | Votos  | %               | +/-  |
| ----------------------- | ------------------------------------- | ------ | --------------- | ---- |
|                         | Partido Socialista                    | 3 158  | 44,82 / 100,00  | 2,40 |
|                         | PSD-CDS-PPM-MPT                       | 1 473  | 20,91 / 100,00  | -    |
|                         | Somos Coimbra                         | 998    | 14,16 / 100,00  | Novo |
|                         | Coligação Democrática Unitária        | 491    | 6,97 / 100,00   | 2,48 |
|                         | Cidadãos por Coimbra (Apoiado por BE) | 462    | 6,56 / 100,00   | 2,75 |
|                         | Pessoas–Animais–Natureza              | 107    | 1,52 / 100,00   | 0,02 |
|                         | Partido Nacional Renovador            | 14     | 0,20 / 100,00   | -    |
| Votos Inválidos         | Votos Inválidos                       | 343    | 4,87 / 100,00   | 3,32 |
| Total                   | Total                                 | 7 046  | 100,00 / 100,00 |      |
| Eleitorado/Participação | Eleitorado/Participação               | 13 873 | 50,79 / 100,00  | 2,51 |

#### São Silvestre
| Partido                 | Partido                               | Votos | %               | +/-  |
| ----------------------- | ------------------------------------- | ----- | --------------- | ---- |
|                         | Partido Socialista                    | 721   | 49,52 / 100,00  | 1,55 |
|                         | PSD-CDS-PPM-MPT                       | 343   | 23,56 / 100,00  | -    |
|                         | Somos Coimbra                         | 145   | 9,96 / 100,00   | Novo |
|                         | Coligação Democrática Unitária        | 123   | 8,45 / 100,00   | 1,28 |
|                         | Cidadãos por Coimbra (Apoiado por BE) | 38    | 2,61 / 100,00   | 0,28 |
|                         | Pessoas–Animais–Natureza              | 14    | 0,96 / 100,00   | 0,22 |
|                         | Partido Nacional Renovador            | 3     | 0,21 / 100,00   | -    |
| Votos Inválidos         | Votos Inválidos                       | 69    | 4,74 / 100,00   | 2,24 |
| Total                   | Total                                 | 1 456 | 100,00 / 100,00 |      |
| Eleitorado/Participação | Eleitorado/Participação               | 2 598 | 56,04 / 100,00  | 0,63 |

#### Souselas e Botão
| Partido                 | Partido                               | Votos | %               | +/-   |
| ----------------------- | ------------------------------------- | ----- | --------------- | ----- |
|                         | Somos Coimbra                         | 1 029 | 41,28 / 100,00  | Novo  |
|                         | Partido Socialista                    | 567   | 22,74 / 100,00  | 14,24 |
|                         | PSD-CDS-PPM-MPT                       | 556   | 22,30 / 100,00  | -     |
|                         | Coligação Democrática Unitária        | 142   | 5,70 / 100,00   | 5,04  |
|                         | Cidadãos por Coimbra (Apoiado por BE) | 43    | 1,72 / 100,00   | 3,45  |
|                         | Pessoas–Animais–Natureza              | 20    | 0,80 / 100,00   | 0,65  |
|                         | Partido Nacional Renovador            | 6     | 0,24 / 100,00   | -     |
| Votos Inválidos         | Votos Inválidos                       | 130   | 5,22 / 100,00   | 2,14  |
| Total                   | Total                                 | 2 493 | 100,00 / 100,00 |       |
| Eleitorado/Participação | Eleitorado/Participação               | 4 199 | 59,37 / 100,00  | 3,69  |

#### Taveiro, Ameal e Arzila
| Partido                 | Partido                               | Votos | %               | +/-  |
| ----------------------- | ------------------------------------- | ----- | --------------- | ---- |
|                         | Partido Socialista                    | 1 104 | 44,37 / 100,00  | 3,58 |
|                         | Coligação Democrática Unitária        | 447   | 17,97 / 100,00  | 1,65 |
|                         | PSD-CDS-PPM-MPT                       | 399   | 16,04 / 100,00  | -    |
|                         | Somos Coimbra                         | 277   | 11,13 / 100,00  | Novo |
|                         | Cidadãos por Coimbra (Apoiado por BE) | 93    | 3,74 / 100,00   | 2,65 |
|                         | Pessoas–Animais–Natureza              | 36    | 1,45 / 100,00   | 0,06 |
|                         | Partido Nacional Renovador            | 9     | 0,36 / 100,00   | -    |
| Votos Inválidos         | Votos Inválidos                       | 123   | 4,95 / 100,00   | 3,11 |
| Total                   | Total                                 | 2 488 | 100,00 / 100,00 |      |
| Eleitorado/Participação | Eleitorado/Participação               | 3 722 | 66,85 / 100,00  | 0,73 |

#### Torres do Mondego
| Partido                 | Partido                               | Votos | %               | +/-  |
| ----------------------- | ------------------------------------- | ----- | --------------- | ---- |
|                         | Partido Socialista                    | 651   | 52,80 / 100,00  | 1,17 |
|                         | PSD-CDS-PPM-MPT                       | 240   | 19,46 / 100,00  | -    |
|                         | Coligação Democrática Unitária        | 151   | 12,25 / 100,00  | 1,39 |
|                         | Somos Coimbra                         | 93    | 7,54 / 100,00   | Novo |
|                         | Cidadãos por Coimbra (Apoiado por BE) | 35    | 2,84 / 100,00   | 0,01 |
|                         | Pessoas–Animais–Natureza              | 16    | 1,30 / 100,00   | 0,53 |
|                         | Partido Nacional Renovador            | 3     | 0,24 / 100,00   | -    |
| Votos Inválidos         | Votos Inválidos                       | 44    | 3,57 / 100,00   | 2,09 |
| Total                   | Total                                 | 1 233 | 100,00 / 100,00 |      |
| Eleitorado/Participação | Eleitorado/Participação               | 1 992 | 61,90 / 100,00  | 6,74 |

#### Trouxemil e Torres de Vilela
| Partido                 | Partido                               | Votos | %               | +/-   |
| ----------------------- | ------------------------------------- | ----- | --------------- | ----- |
|                         | Partido Socialista                    | 794   | 43,63 / 100,00  | 10,21 |
|                         | PSD-CDS-PPM-MPT                       | 504   | 27,69 / 100,00  | -     |
|                         | Coligação Democrática Unitária        | 152   | 8,35 / 100,00   | 2,01  |
|                         | Somos Coimbra                         | 130   | 7,14 / 100,00   | Novo  |
|                         | Cidadãos por Coimbra (Apoiado por BE) | 99    | 5,44 / 100,00   | 0,69  |
|                         | Pessoas–Animais–Natureza              | 22    | 1,21 / 100,00   | 0,50  |
|                         | Partido Nacional Renovador            | 5     | 0,27 / 100,00   | -     |
| Votos Inválidos         | Votos Inválidos                       | 114   | 6,26 / 100,00   | 0,79  |
| Total                   | Total                                 | 1 820 | 100,00 / 100,00 |       |
| Eleitorado/Participação | Eleitorado/Participação               | 3 362 | 54,13 / 100,00  | 1,52  |

### Assembleia Municipal
| Freguesia                                 | %     | %                | %     | %     | %    | %    | %    | Votantes |
| Freguesia                                 | PS    | PSD-CDS- PPM-MPT | SC    | CDU   | CPC  | PAN  | PNR  | Votantes |
| ----------------------------------------- | ----- | ---------------- | ----- | ----- | ---- | ---- | ---- | -------- |
| Almalaguês                                | 49,82 | 23,68            | 6,44  | 9,26  | 5,58 | 1,17 | 0,25 | 1 630    |
| Antuzede e Vil de Matos                   | 51,69 | 21,98            | 10,42 | 7,35  | 2,75 | 1,21 | 0,38 | 1 565    |
| Assafarge e Antanhol                      | 31,24 | 31,86            | 13,17 | 8,21  | 7,43 | 2,11 | 0,43 | 2 558    |
| Brasfemes                                 | 41,85 | 19,45            | 18,59 | 7,72  | 3,24 | 2,00 | 0,10 | 1 049    |
| Ceira                                     | 43,03 | 29,71            | 8,59  | 8,76  | 2,73 | 1,82 | 0,51 | 1 757    |
| Cernache                                  | 34,16 | 23,09            | 9,14  | 19,94 | 5,94 | 1,69 | 0,37 | 2 187    |
| Coimbra                                   | 27,08 | 30,04            | 15,56 | 10,36 | 9,86 | 2,44 | 0,37 | 5 985    |
| Eiras e São Paulo de Frades               | 34,83 | 23,79            | 11,85 | 10,91 | 9,93 | 3,10 | 0,55 | 7 637    |
| Santa Clara e Castelo Viegas              | 29,48 | 28,07            | 16,95 | 8,54  | 8,74 | 2,16 | 0,42 | 5 505    |
| Santo António dos Olivais                 | 24,83 | 29,39            | 19,81 | 9,46  | 9,26 | 2,47 | 0,30 | 19 153   |
| São João do Campo                         | 48,72 | 12,73            | 10,90 | 21,89 | 2,01 | 0,73 | 0,18 | 1 092    |
| São Martinho de Árvore e Lamarosa         | 45,69 | 37,36            | 3,75  | 5,47  | 1,90 | 1,13 | 0,24 | 1 681    |
| São Martinho do Bispo e Ribeira de Frades | 43,70 | 20,37            | 13,41 | 8,17  | 7,17 | 2,06 | 0,26 | 7 046    |
| São Silvestre                             | 45,60 | 23,01            | 11,81 | 11,33 | 2,54 | 0,96 | 0,14 | 1 456    |
| Souselas e Botão                          | 20,18 | 22,30            | 42,20 | 6,62  | 2,01 | 1,20 | 0,32 | 2 493    |
| Taveiro, Ameal e Arzila                   | 39,63 | 15,76            | 10,13 | 22,71 | 4,54 | 1,65 | 0,44 | 2 488    |
| Torres do Mondego                         | 51,58 | 18,17            | 6,81  | 14,68 | 2,60 | 1,62 | 0,16 | 1 233    |
| Trouxemil e Torre de Vilela               | 40,93 | 27,86            | 6,65  | 10,27 | 5,77 | 1,76 | 0,33 | 1 820    |
| Coimbra                                   | 33,56 | 26,02            | 15,38 | 10,32 | 7,39 | 2,15 | 0,35 | 68 335   |

#### Almalaguês
| Partido                 | Partido                               | Votos | %               | +/-   |
| ----------------------- | ------------------------------------- | ----- | --------------- | ----- |
|                         | Partido Socialista                    | 812   | 49,82 / 100,00  | 13,90 |
|                         | PSD-CDS-PPM-MPT                       | 386   | 23,68 / 100,00  | -     |
|                         | Coligação Democrática Unitária        | 151   | 9,26 / 100,00   | 6,86  |
|                         | Cidadãos por Coimbra (Apoiado por BE) | 105   | 6,44 / 100,00   | 3,19  |
|                         | Somos Coimbra                         | 91    | 5,58 / 100,00   | Novo  |
|                         | Pessoas–Animais–Natureza              | 19    | 1,17 / 100,00   | -     |
|                         | Partido Nacional Renovador            | 4     | 0,25 / 100,00   | -     |
| Votos Inválidos         | Votos Inválidos                       | 62    | 3,80 / 100,00   | 3,96  |
| Total                   | Total                                 | 1 630 | 100,00 / 100,00 |       |
| Eleitorado/Participação | Eleitorado/Participação               | 2 726 | 59,79 / 100,00  | 6,74  |

#### Antuzede e Vil de Matos
| Partido                 | Partido                               | Votos | %               | +/-  |
| ----------------------- | ------------------------------------- | ----- | --------------- | ---- |
|                         | Partido Socialista                    | 809   | 51,69 / 100,00  | 2,55 |
|                         | PSD-CDS-PPM-MPT                       | 344   | 21,98 / 100,00  | -    |
|                         | Somos Coimbra                         | 163   | 10,42 / 100,00  | Novo |
|                         | Coligação Democrática Unitária        | 115   | 7,35 / 100,00   | 4,26 |
|                         | Cidadãos por Coimbra (Apoiado por BE) | 43    | 2,75 / 100,00   | 1,85 |
|                         | Pessoas–Animais–Natureza              | 19    | 1,21 / 100,00   | -    |
|                         | Partido Nacional Renovador            | 6     | 0,38 / 100,00   | -    |
| Votos Inválidos         | Votos Inválidos                       | 66    | 4,22 / 100,00   | 5,05 |
| Total                   | Total                                 | 1 565 | 100,00 / 100,00 |      |
| Eleitorado/Participação | Eleitorado/Participação               | 2 707 | 57,81 / 100,00  | 4,54 |

#### Assafarge e Antanhol
| Partido                 | Partido                               | Votos | %               | +/-  |
| ----------------------- | ------------------------------------- | ----- | --------------- | ---- |
|                         | PSD-CDS-PPM-MPT                       | 815   | 31,86 / 100,00  | -    |
|                         | Partido Socialista                    | 799   | 31,24 / 100,00  | 1,94 |
|                         | Somos Coimbra                         | 337   | 13,17 / 100,00  | Novo |
|                         | Coligação Democrática Unitária        | 210   | 8,21 / 100,00   | 3,61 |
|                         | Cidadãos por Coimbra (Apoiado por BE) | 190   | 7,43 / 100,00   | 1,09 |
|                         | Pessoas–Animais–Natureza              | 54    | 2,11 / 100,00   | -    |
|                         | Partido Nacional Renovador            | 11    | 0,43 / 100,00   | -    |
| Votos Inválidos         | Votos Inválidos                       | 142   | 5,56 / 100,00   | 4,07 |
| Total                   | Total                                 | 2 558 | 100,00 / 100,00 |      |
| Eleitorado/Participação | Eleitorado/Participação               | 4 545 | 56,28 / 100,00  | 2,67 |

#### Brasfemes
| Partido                 | Partido                               | Votos | %               | +/-  |
| ----------------------- | ------------------------------------- | ----- | --------------- | ---- |
|                         | Partido Socialista                    | 439   | 41,85 / 100,00  | 4,76 |
|                         | PSD-CDS-PPM-MPT                       | 204   | 19,45 / 100,00  | -    |
|                         | Somos Coimbra                         | 195   | 18,59 / 100,00  | Novo |
|                         | Coligação Democrática Unitária        | 81    | 7,72 / 100,00   | 4,34 |
|                         | Cidadãos por Coimbra (Apoiado por BE) | 34    | 3,24 / 100,00   | 3,00 |
|                         | Pessoas–Animais–Natureza              | 21    | 2,00 / 100,00   | -    |
|                         | Partido Nacional Renovador            | 1     | 0,10 / 100,00   | -    |
| Votos Inválidos         | Votos Inválidos                       | 74    | 7,06 / 100,00   | 4,56 |
| Total                   | Total                                 | 1 049 | 100,00 / 100,00 |      |
| Eleitorado/Participação | Eleitorado/Participação               | 1 746 | 60,08 / 100,00  | 8,21 |

#### Ceira
| Partido                 | Partido                               | Votos | %               | +/-  |
| ----------------------- | ------------------------------------- | ----- | --------------- | ---- |
|                         | Partido Socialista                    | 756   | 43,03 / 100,00  | 6,97 |
|                         | PSD-CDS-PPM-MPT                       | 522   | 29,71 / 100,00  | -    |
|                         | Coligação Democrática Unitária        | 154   | 8,76 / 100,00   | 3,82 |
|                         | Somos Coimbra                         | 151   | 8,59 / 100,00   | Novo |
|                         | Cidadãos por Coimbra (Apoiado por BE) | 48    | 2,73 / 100,00   | 1,84 |
|                         | Pessoas–Animais–Natureza              | 32    | 1,82 / 100,00   | -    |
|                         | Partido Nacional Renovador            | 9     | 0,51 / 100,00   | -    |
| Votos Inválidos         | Votos Inválidos                       | 85    | 4,83 / 100,00   | 4,20 |
| Total                   | Total                                 | 1 757 | 100,00 / 100,00 |      |
| Eleitorado/Participação | Eleitorado/Participação               | 3 276 | 53,63 / 100,00  | 3,06 |

#### Cernache
| Partido                 | Partido                               | Votos | %               | +/-  |
| ----------------------- | ------------------------------------- | ----- | --------------- | ---- |
|                         | Partido Socialista                    | 747   | 34,16 / 100,00  | 1,10 |
|                         | PSD-CDS-PPM-MPT                       | 505   | 23,09 / 100,00  | -    |
|                         | Coligação Democrática Unitária        | 436   | 19,94 / 100,00  | 4,74 |
|                         | Somos Coimbra                         | 200   | 9,14 / 100,00   | Novo |
|                         | Cidadãos por Coimbra (Apoiado por BE) | 130   | 5,94 / 100,00   | 0,76 |
|                         | Pessoas–Animais–Natureza              | 37    | 1,69 / 100,00   | -    |
|                         | Partido Nacional Renovador            | 8     | 0,37 / 100,00   | -    |
| Votos Inválidos         | Votos Inválidos                       | 124   | 5,67 / 100,00   | 3,37 |
| Total                   | Total                                 | 2 187 | 100,00 / 100,00 |      |
| Eleitorado/Participação | Eleitorado/Participação               | 3 496 | 62,56 / 100,00  | 6,59 |

#### Coimbra
| Partido                 | Partido                               | Votos  | %               | +/-  |
| ----------------------- | ------------------------------------- | ------ | --------------- | ---- |
|                         | PSD-CDS-PPM-MPT                       | 1 798  | 30,04 / 100,00  | -    |
|                         | Partido Socialista                    | 1 621  | 27,08 / 100,00  | 0,54 |
|                         | Somos Coimbra                         | 931    | 15,56 / 100,00  | Novo |
|                         | Coligação Democrática Unitária        | 620    | 10,36 / 100,00  | 3,95 |
|                         | Cidadãos por Coimbra (Apoiado por BE) | 590    | 9,86 / 100,00   | 4,22 |
|                         | Pessoas–Animais–Natureza              | 146    | 2,44 / 100,00   | -    |
|                         | Partido Nacional Renovador            | 22     | 0,37 / 100,00   | -    |
| Votos Inválidos         | Votos Inválidos                       | 257    | 4,29 / 100,00   | 3,35 |
| Total                   | Total                                 | 5 985  | 100,00 / 100,00 |      |
| Eleitorado/Participação | Eleitorado/Participação               | 12 824 | 46,67 / 100,00  | 2,33 |

#### Eiras e São Paulo de Frades
| Partido                 | Partido                               | Votos  | %               | +/-  |
| ----------------------- | ------------------------------------- | ------ | --------------- | ---- |
|                         | Partido Socialista                    | 2 660  | 34,83 / 100,00  | 2,28 |
|                         | PSD-CDS-PPM-MPT                       | 1 817  | 23,79 / 100,00  | -    |
|                         | Somos Coimbra                         | 905    | 11,85 / 100,00  | Novo |
|                         | Coligação Democrática Unitária        | 833    | 10,85 / 100,00  | 5,24 |
|                         | Cidadãos por Coimbra (Apoiado por BE) | 758    | 9,93 / 100,00   | 2,04 |
|                         | Pessoas–Animais–Natureza              | 237    | 3,10 / 100,00   | -    |
|                         | Partido Nacional Renovador            | 42     | 0,55 / 100,00   | -    |
| Votos Inválidos         | Votos Inválidos                       | 385    | 5,04 / 100,00   | 5,08 |
| Total                   | Total                                 | 7 637  | 100,00 / 100,00 |      |
| Eleitorado/Participação | Eleitorado/Participação               | 15 795 | 48,35 / 100,00  | 3,63 |

#### Santa Clara e Castelo Viegas
| Partido                 | Partido                               | Votos  | %               | +/-  |
| ----------------------- | ------------------------------------- | ------ | --------------- | ---- |
|                         | Partido Socialista                    | 1 623  | 29,48 / 100,00  | 0,65 |
|                         | PSD-CDS-PPM-MPT                       | 1 545  | 28,07 / 100,00  | -    |
|                         | Somos Coimbra                         | 933    | 16,95 / 100,00  | Novo |
|                         | Cidadãos por Coimbra (Apoiado por BE) | 481    | 8,74 / 100,00   | 5,78 |
|                         | Coligação Democrática Unitária        | 470    | 8,54 / 100,00   | 5,56 |
|                         | Pessoas–Animais–Natureza              | 119    | 2,16 / 100,00   | -    |
|                         | Partido Nacional Renovador            | 23     | 0,42 / 100,00   | -    |
| Votos Inválidos         | Votos Inválidos                       | 311    | 5,65 / 100,00   | 5,16 |
| Total                   | Total                                 | 5 505  | 100,00 / 100,00 |      |
| Eleitorado/Participação | Eleitorado/Participação               | 10 562 | 52,12 / 100,00  | 6,04 |

#### Santo António dos Olivais
| Partido                 | Partido                               | Votos  | %               | +/-  |
| ----------------------- | ------------------------------------- | ------ | --------------- | ---- |
|                         | PSD-CDS-PPM-MPT                       | 5 630  | 29,39 / 100,00  | -    |
|                         | Partido Socialista                    | 4 755  | 24,83 / 100,00  | 3,80 |
|                         | Somos Coimbra                         | 3 794  | 19,81 / 100,00  | Novo |
|                         | Coligação Democrática Unitária        | 1 812  | 9,46 / 100,00   | 2,24 |
|                         | Cidadãos por Coimbra (Apoiado por BE) | 1 773  | 9,26 / 100,00   | 5,32 |
|                         | Pessoas–Animais–Natureza              | 474    | 2,47 / 100,00   | -    |
|                         | Partido Nacional Renovador            | 57     | 0,30 / 100,00   | -    |
| Votos Inválidos         | Votos Inválidos                       | 858    | 4,48 / 100,00   | 5,31 |
| Total                   | Total                                 | 19 153 | 100,00 / 100,00 |      |
| Eleitorado/Participação | Eleitorado/Participação               | 35 935 | 53,30 / 100,00  | 5,44 |

#### São João do Campo
| Partido                 | Partido                               | Votos | %               | +/-  |
| ----------------------- | ------------------------------------- | ----- | --------------- | ---- |
|                         | Partido Socialista                    | 532   | 48,72 / 100,00  | 4,85 |
|                         | Coligação Democrática Unitária        | 239   | 21,89 / 100,00  | 8,17 |
|                         | PSD-CDS-PPM-MPT                       | 139   | 12,73 / 100,00  | -    |
|                         | Somos Coimbra                         | 119   | 10,90 / 100,00  | Novo |
|                         | Cidadãos por Coimbra (Apoiado por BE) | 22    | 2,01 / 100,00   | 0,27 |
|                         | Pessoas–Animais–Natureza              | 8     | 0,73 / 100,00   | -    |
|                         | Partido Nacional Renovador            | 2     | 0,18 / 100,00   | -    |
| Votos Inválidos         | Votos Inválidos                       | 31    | 2,84 / 100,00   | 3,19 |
| Total                   | Total                                 | 1 092 | 100,00 / 100,00 |      |
| Eleitorado/Participação | Eleitorado/Participação               | 1 781 | 61,31 / 100,00  | 9,12 |

#### São Martinho de Árvore e Lamarosa
| Partido                 | Partido                               | Votos | %               | +/-  |
| ----------------------- | ------------------------------------- | ----- | --------------- | ---- |
|                         | Partido Socialista                    | 768   | 45,69 / 100,00  | 2,11 |
|                         | PSD-CDS-PPM-MPT                       | 628   | 37,36 / 100,00  | -    |
|                         | Coligação Democrática Unitária        | 92    | 5,47 / 100,00   | 2,62 |
|                         | Somos Coimbra                         | 63    | 3,75 / 100,00   | Novo |
|                         | Cidadãos por Coimbra (Apoiado por BE) | 32    | 1,90 / 100,00   | 0,45 |
|                         | Pessoas–Animais–Natureza              | 19    | 1,13 / 100,00   | -    |
|                         | Partido Nacional Renovador            | 4     | 0,24 / 100,00   | -    |
| Votos Inválidos         | Votos Inválidos                       | 75    | 4,46 / 100,00   | 1,80 |
| Total                   | Total                                 | 1 681 | 100,00 / 100,00 |      |
| Eleitorado/Participação | Eleitorado/Participação               | 2 695 | 62,37 / 100,00  | 0,88 |

#### São Martinho do Bispo e Ribeira de Frades
| Partido                 | Partido                               | Votos  | %               | +/-  |
| ----------------------- | ------------------------------------- | ------ | --------------- | ---- |
|                         | Partido Socialista                    | 3 079  | 43,70 / 100,00  | 3,37 |
|                         | PSD-CDS-PPM-MPT                       | 1 435  | 20,37 / 100,00  | -    |
|                         | Somos Coimbra                         | 945    | 13,41 / 100,00  | Novo |
|                         | Coligação Democrática Unitária        | 576    | 8,17 / 100,00   | 3,35 |
|                         | Cidadãos por Coimbra (Apoiado por BE) | 505    | 7,17 / 100,00   | 4,44 |
|                         | Pessoas–Animais–Natureza              | 145    | 2,06 / 100,00   | -    |
|                         | Partido Nacional Renovador            | 18     | 0,26 / 100,00   | -    |
| Votos Inválidos         | Votos Inválidos                       | 343    | 4,87 / 100,00   | 4,02 |
| Total                   | Total                                 | 7 046  | 100,00 / 100,00 |      |
| Eleitorado/Participação | Eleitorado/Participação               | 13 873 | 50,79 / 100,00  | 2,51 |

#### São Silvestre
| Partido                 | Partido                               | Votos | %               | +/-  |
| ----------------------- | ------------------------------------- | ----- | --------------- | ---- |
|                         | Partido Socialista                    | 664   | 45,60 / 100,00  | 2,05 |
|                         | PSD-CDS-PPM-MPT                       | 335   | 23,01 / 100,00  | -    |
|                         | Somos Coimbra                         | 172   | 11,81 / 100,00  | Novo |
|                         | Coligação Democrática Unitária        | 165   | 11,33 / 100,00  | 0,55 |
|                         | Cidadãos por Coimbra (Apoiado por BE) | 37    | 2,54 / 100,00   | 0,75 |
|                         | Pessoas–Animais–Natureza              | 14    | 0,96 / 100,00   | -    |
|                         | Partido Nacional Renovador            | 2     | 0,14 / 100,00   | -    |
| Votos Inválidos         | Votos Inválidos                       | 67    | 4,61 / 100,00   | 4,11 |
| Total                   | Total                                 | 1 456 | 100,00 / 100,00 |      |
| Eleitorado/Participação | Eleitorado/Participação               | 2 598 | 56,04 / 100,00  | 0,63 |

#### Souselas e Botão
| Partido                 | Partido                               | Votos | %               | +/-   |
| ----------------------- | ------------------------------------- | ----- | --------------- | ----- |
|                         | Somos Coimbra                         | 1 052 | 42,20 / 100,00  | Novo  |
|                         | PSD-CDS-PPM-MPT                       | 556   | 22,30 / 100,00  | -     |
|                         | Partido Socialista                    | 503   | 20,18 / 100,00  | 14,53 |
|                         | Coligação Democrática Unitária        | 165   | 6,62 / 100,00   | 6,23  |
|                         | Cidadãos por Coimbra (Apoiado por BE) | 50    | 2,01 / 100,00   | 4,73  |
|                         | Pessoas–Animais–Natureza              | 30    | 1,20 / 100,00   | -     |
|                         | Partido Nacional Renovador            | 8     | 0,32 / 100,00   | -     |
| Votos Inválidos         | Votos Inválidos                       | 129   | 5,18 / 100,00   | 3,20  |
| Total                   | Total                                 | 2 493 | 100,00 / 100,00 |       |
| Eleitorado/Participação | Eleitorado/Participação               | 4 199 | 59,37 / 100,00  | 3,69  |

#### Taveiro, Ameal e Arzila
| Partido                 | Partido                               | Votos | %               | +/-  |
| ----------------------- | ------------------------------------- | ----- | --------------- | ---- |
|                         | Partido Socialista                    | 986   | 39,63 / 100,00  | 3,05 |
|                         | Coligação Democrática Unitária        | 565   | 22,71 / 100,00  | 0,99 |
|                         | PSD-CDS-PPM-MPT                       | 392   | 15,76 / 100,00  | -    |
|                         | Somos Coimbra                         | 252   | 10,13 / 100,00  | Novo |
|                         | Cidadãos por Coimbra (Apoiado por BE) | 113   | 4,54 / 100,00   | 3,36 |
|                         | Pessoas–Animais–Natureza              | 41    | 1,65 / 100,00   | -    |
|                         | Partido Nacional Renovador            | 11    | 0,44 / 100,00   | -    |
| Votos Inválidos         | Votos Inválidos                       | 128   | 5,15 / 100,00   | 3,98 |
| Total                   | Total                                 | 2 488 | 100,00 / 100,00 |      |
| Eleitorado/Participação | Eleitorado/Participação               | 3 722 | 66,85 / 100,00  | 0,73 |

#### Torres do Mondego
| Partido                 | Partido                               | Votos | %               | +/-  |
| ----------------------- | ------------------------------------- | ----- | --------------- | ---- |
|                         | Partido Socialista                    | 636   | 51,58 / 100,00  | 4,58 |
|                         | PSD-CDS-PPM-MPT                       | 224   | 18,17 / 100,00  | -    |
|                         | Coligação Democrática Unitária        | 181   | 14,68 / 100,00  | 5,05 |
|                         | Somos Coimbra                         | 84    | 6,81 / 100,00   | Novo |
|                         | Cidadãos por Coimbra (Apoiado por BE) | 32    | 2,60 / 100,00   | 0,83 |
|                         | Pessoas–Animais–Natureza              | 20    | 1,62 / 100,00   | -    |
|                         | Partido Nacional Renovador            | 2     | 0,16 / 100,00   | -    |
| Votos Inválidos         | Votos Inválidos                       | 54    | 4,38 / 100,00   | 2,82 |
| Total                   | Total                                 | 1 233 | 100,00 / 100,00 |      |
| Eleitorado/Participação | Eleitorado/Participação               | 1 992 | 61,90 / 100,00  | 6,74 |

#### Trouxemil e Torres de Vilela
| Partido                 | Partido                               | Votos | %               | +/-  |
| ----------------------- | ------------------------------------- | ----- | --------------- | ---- |
|                         | Partido Socialista                    | 745   | 40,93 / 100,00  | 9,35 |
|                         | PSD-CDS-PPM-MPT                       | 507   | 27,86 / 100,00  | -    |
|                         | Coligação Democrática Unitária        | 187   | 10,27 / 100,00  | 2,16 |
|                         | Somos Coimbra                         | 121   | 6,65 / 100,00   | Novo |
|                         | Cidadãos por Coimbra (Apoiado por BE) | 105   | 5,77 / 100,00   | 1,50 |
|                         | Pessoas–Animais–Natureza              | 32    | 1,76 / 100,00   | -    |
|                         | Partido Nacional Renovador            | 6     | 0,33 / 100,00   | -    |
| Votos Inválidos         | Votos Inválidos                       | 117   | 6,43 / 100,00   | 1,50 |
| Total                   | Total                                 | 1 820 | 100,00 / 100,00 |      |
| Eleitorado/Participação | Eleitorado/Participação               | 3 362 | 54,13 / 100,00  | 1,52 |

### Juntas de Freguesia

#### Almalaguês
| Partido                 | Partido                        | Votos | %               | +/-   | Mandatos | +/- |
| ----------------------- | ------------------------------ | ----- | --------------- | ----- | -------- | --- |
|                         | Partido Socialista             | 936   | 57,42 / 100,00  | 24,31 | 6 / 9    | 3   |
|                         | PSD-CDS-PPM-MPT                | 391   | 23,99 / 100,00  | -     | 2 / 9    | -   |
|                         | Coligação Democrática Unitária | 170   | 10,43 / 100,00  | 7,76  | 1 / 9    | 1   |
|                         | Cidadãos por Coimbra           | 78    | 4,79 / 100,00   | 4,51  | 0 / 9    | 1   |
| Votos Inválidos         | Votos Inválidos                | 55    | 3,38 / 100,00   | 3,58  |          |     |
| Total                   | Total                          | 1 630 | 100,00 / 100,00 |       | 9 / 9    |     |
| Eleitorado/Participação | Eleitorado/Participação        | 2 726 | 59,79 / 100,00  | 6,74  |          |     |

#### Antuzede e Vil de Matos
| Partido                 | Partido                        | Votos | %               | +/-  | Mandatos | +/-  |
| ----------------------- | ------------------------------ | ----- | --------------- | ---- | -------- | ---- |
|                         | Partido Socialista             | 914   | 58,40 / 100,00  | 9,04 | 6 / 9    | 1    |
|                         | PSD-CDS-PPM-MPT                | 326   | 20,83 / 100,00  | -    | 2 / 9    | -    |
|                         | Somos Coimbra                  | 163   | 10,42 / 100,00  | Novo | 1 / 9    | Novo |
|                         | Coligação Democrática Unitária | 102   | 6,52 / 100,00   | 2,49 | 0 / 9    | 1    |
| Votos Inválidos         | Votos Inválidos                | 60    | 3,84 / 100,00   | 2,50 |          |      |
| Total                   | Total                          | 1 565 | 100,00 / 100,00 |      | 9 / 9    |      |
| Eleitorado/Participação | Eleitorado/Participação        | 2 707 | 57,81 / 100,00  | 4,54 |          |      |

#### Assafarge e Antanhol
| Partido                 | Partido                        | Votos | %               | +/-  | Mandatos | +/-     |
| ----------------------- | ------------------------------ | ----- | --------------- | ---- | -------- | ------- |
|                         | PSD-CDS-PPM-MPT                | 1 034 | 40,41 / 100,00  | -    | 4 / 9    | -       |
|                         | Partido Socialista             | 771   | 30,13 / 100,00  | 4,58 | 3 / 9    | 1       |
|                         | Somos Coimbra                  | 233   | 9,11 / 100,00   | Novo | 1 / 9    | Novo    |
|                         | Coligação Democrática Unitária | 228   | 8,91 / 100,00   | 4,26 | 1 / 9    | Estável |
|                         | Cidadãos por Coimbra           | 137   | 5,35 / 100,00   | -    | 0 / 9    | -       |
| Votos Inválidos         | Votos Inválidos                | 156   | 6,10 / 100,00   | 2,42 |          |         |
| Total                   | Total                          | 2 559 | 100,00 / 100,00 |      | 9 / 9    |         |
| Eleitorado/Participação | Eleitorado/Participação        | 4 545 | 56,30 / 100,00  | 2,69 |          |         |

#### Brasfemes
| Partido                 | Partido                        | Votos | %               | +/-  | Mandatos | +/-   |
| ----------------------- | ------------------------------ | ----- | --------------- | ---- | -------- | ----- |
|                         | Partido Socialista             | 562   | 53,57 / 100,00  | 4,66 | 6 / 9    | 1     |
|                         | PSD-CDS-PPM-MPT                | 197   | 18,78 / 100,00  | -    | 2 / 9    | -     |
|                         | Somos Coimbra                  | 162   | 15,44 / 100,00  | Novo | 1 / 9    | Novo  |
|                         | Coligação Democrática Unitária | 59    | 5,62 / 100,00   | 6,54 | 0 / 9    | Baixa |
| Votos Inválidos         | Votos Inválidos                | 69    | 6,58 / 100,00   | 3,22 |          |       |
| Total                   | Total                          | 1 049 | 100,00 / 100,00 |      | 9 / 9    |       |
| Eleitorado/Participação | Eleitorado/Participação        | 1 746 | 60,08 / 100,00  | 8,21 |          |       |

#### Ceira
| Partido                 | Partido                        | Votos | %               | +/-  | Mandatos | +/-     |
| ----------------------- | ------------------------------ | ----- | --------------- | ---- | -------- | ------- |
|                         | Partido Socialista             | 807   | 45,93 / 100,00  | 8,46 | 5 / 9    | 1       |
|                         | PSD-CDS-PPM-MPT                | 591   | 33,64 / 100,00  | -    | 3 / 9    | -       |
|                         | Coligação Democrática Unitária | 168   | 9,56 / 100,00   | 4,44 | 1 / 9    | Estável |
|                         | Somos Coimbra                  | 104   | 5,92 / 100,00   | Novo | 0 / 9    | Novo    |
|                         | Partido Nacional Renovador     | 13    | 0,74 / 100,00   | -    | 0 / 9    | -       |
| Votos Inválidos         | Votos Inválidos                | 74    | 4,21 / 100,00   | 2,84 |          |         |
| Total                   | Total                          | 1 757 | 100,00 / 100,00 |      | 9 / 9    |         |
| Eleitorado/Participação | Eleitorado/Participação        | 3 276 | 53,63 / 100,00  | 3,06 |          |         |

#### Cernache
| Partido                 | Partido                        | Votos | %               | +/-   | Mandatos | +/-  |
| ----------------------- | ------------------------------ | ----- | --------------- | ----- | -------- | ---- |
|                         | Coligação Democrática Unitária | 868   | 39,53 / 100,00  | 17,83 | 4 / 9    | 2    |
|                         | Partido Socialista             | 540   | 24,59 / 100,00  | 5,20  | 3 / 9    | 1    |
|                         | PSD-CDS-PPM-MPT                | 476   | 21,68 / 100,00  | -     | 2 / 9    | -    |
|                         | Somos Coimbra                  | 101   | 4,60 / 100,00   | Novo  | 0 / 9    | Novo |
|                         | Cidadãos por Coimbra           | 94    | 4,28 / 100,00   | -     | 0 / 9    | -    |
| Votos Inválidos         | Votos Inválidos                | 117   | 5,33 / 100,00   | 1,37  |          |      |
| Total                   | Total                          | 2 196 | 100,00 / 100,00 |       | 9 / 9    |      |
| Eleitorado/Participação | Eleitorado/Participação        | 3 496 | 62,81 / 100,00  | 6,81  |          |      |

#### Coimbra
| Partido                 | Partido                        | Votos  | %               | +/-  | Mandatos | +/-     |
| ----------------------- | ------------------------------ | ------ | --------------- | ---- | -------- | ------- |
|                         | PSD-CDS-PPM-MPT                | 1 856  | 31,05 / 100,00  | -    | 5 / 13   | -       |
|                         | Partido Socialista             | 1 691  | 28,29 / 100,00  | 1,73 | 4 / 13   | Estável |
|                         | Somos Coimbra                  | 860    | 14,39 / 100,00  | Novo | 2 / 13   | Novo    |
|                         | Cidadãos por Coimbra           | 658    | 11,01 / 100,00  | 1,80 | 1 / 13   | 1       |
|                         | Coligação Democrática Unitária | 616    | 10,31 / 100,00  | 3,45 | 1 / 13   | 1       |
| Votos Inválidos         | Votos Inválidos                | 296    | 4,96 / 100,00   | 3,03 |          |         |
| Total                   | Total                          | 5 977  | 100,00 / 100,00 |      | 13 / 13  |         |
| Eleitorado/Participação | Eleitorado/Participação        | 12 824 | 46,61 / 100,00  | 2,27 |          |         |

#### Eiras e São Paulo de Frades
| Partido                 | Partido                        | Votos  | %               | +/-  | Mandatos | +/-     |
| ----------------------- | ------------------------------ | ------ | --------------- | ---- | -------- | ------- |
|                         | Partido Socialista             | 2 670  | 34,98 / 100,00  | 6,37 | 5 / 13   | Estável |
|                         | PSD-CDS-PPM-MPT                | 1 976  | 25,89 / 100,00  | -    | 4 / 13   | -       |
|                         | Coligação Democrática Unitária | 1 003  | 13,14 / 100,00  | 5,47 | 2 / 13   | 1       |
|                         | Somos Coimbra                  | 793    | 10,39 / 100,00  | Novo | 1 / 13   | Novo    |
|                         | Cidadãos por Coimbra           | 754    | 9,88 / 100,00   | 1,37 | 1 / 13   | 1       |
| Votos Inválidos         | Votos Inválidos                | 438    | 5,74 / 100,00   | 3,58 |          |         |
| Total                   | Total                          | 7 634  | 100,00 / 100,00 |      | 13 / 13  |         |
| Eleitorado/Participação | Eleitorado/Participação        | 15 795 | 48,33 / 100,00  | 3,61 |          |         |

#### Santa Clara e Castelo Viegas
| Partido                 | Partido                        | Votos  | %               | +/-  | Mandatos | +/-     |
| ----------------------- | ------------------------------ | ------ | --------------- | ---- | -------- | ------- |
|                         | PSD-CDS-PPM-MPT                | 1 863  | 33,84 / 100,00  | -    | 5 / 13   | -       |
|                         | Partido Socialista             | 1 633  | 29,66 / 100,00  | 1,86 | 4 / 13   | 1       |
|                         | Somos Coimbra                  | 823    | 14,95 / 100,00  | Novo | 2 / 13   | Novo    |
|                         | Coligação Democrática Unitária | 441    | 8,01 / 100,00   | 6,32 | 1 / 13   | 1       |
|                         | Cidadãos por Coimbra           | 415    | 7,54 / 100,00   | 2,89 | 1 / 13   | Estável |
| Votos Inválidos         | Votos Inválidos                | 331    | 6,01 / 100,00   | 3,45 |          |         |
| Total                   | Total                          | 5 506  | 100,00 / 100,00 |      | 13 / 13  |         |
| Eleitorado/Participação | Eleitorado/Participação        | 10 562 | 52,13 / 100,00  | 6,02 |          |         |

#### Santo António dos Olivais
| Partido                 | Partido                        | Votos  | %               | +/-  | Mandatos | +/-     |
| ----------------------- | ------------------------------ | ------ | --------------- | ---- | -------- | ------- |
|                         | PSD-CDS-PPM-MPT                | 5 901  | 30,81 / 100,00  | -    | 6 / 19   | -       |
|                         | Partido Socialista             | 5 139  | 26,83 / 100,00  | 0,06 | 6 / 19   | Estável |
|                         | Somos Coimbra                  | 3 695  | 19,29 / 100,00  | Novo | 4 / 19   | Novo    |
|                         | Cidadãos por Coimbra           | 1 690  | 8,82 / 100,00   | 7,32 | 2 / 19   | 1       |
|                         | Coligação Democrática Unitária | 1 686  | 8,80 / 100,00   | 3,97 | 1 / 19   | 2       |
|                         | Partido Nacional Renovador     | 60     | 0,31 / 100,00   | -    | 0 / 19   | -       |
| Votos Inválidos         | Votos Inválidos                | 982    | 5,13 / 100,00   | 4,65 |          |         |
| Total                   | Total                          | 19 153 | 100,00 / 100,00 |      | 19 / 19  |         |
| Eleitorado/Participação | Eleitorado/Participação        | 35 935 | 53,30 / 100,00  | 5,25 |          |         |

#### São João do Campo
| Partido                 | Partido                        | Votos | %               | +/-  | Mandatos | +/-  |
| ----------------------- | ------------------------------ | ----- | --------------- | ---- | -------- | ---- |
|                         | Partido Socialista             | 429   | 39,29 / 100,00  | 5,85 | 4 / 9    | 1    |
|                         | Coligação Democrática Unitária | 398   | 36,45 / 100,00  | 9,77 | 3 / 9    | 2    |
|                         | PSD-CDS-PPM-MPT                | 116   | 10,62 / 100,00  | -    | 1 / 9    | -    |
|                         | Somos Coimbra                  | 113   | 10,35 / 100,00  | Novo | 1 / 9    | Novo |
| Votos Inválidos         | Votos Inválidos                | 36    | 3,29 / 100,00   | 1,31 |          |      |
| Total                   | Total                          | 1 092 | 100,00 / 100,00 |      | 9 / 9    |      |
| Eleitorado/Participação | Eleitorado/Participação        | 1 781 | 61,31 / 100,00  | 9,12 |          |      |

#### São Martinho de Árvore e Lamarosa
| Partido                 | Partido                        | Votos | %               | +/-  | Mandatos | +/-     |
| ----------------------- | ------------------------------ | ----- | --------------- | ---- | -------- | ------- |
|                         | Partido Socialista             | 828   | 49,26 / 100,00  | 4,42 | 5 / 9    | Estável |
|                         | PSD-CDS-PPM-MPT                | 735   | 43,72 / 100,00  | -    | 4 / 9    | -       |
|                         | Coligação Democrática Unitária | 75    | 4,46 / 100,00   | 0,58 | 0 / 9    | Estável |
| Votos Inválidos         | Votos Inválidos                | 43    | 2,56 / 100,00   | 2,42 |          |         |
| Total                   | Total                          | 1 681 | 100,00 / 100,00 |      | 9 / 9    |         |
| Eleitorado/Participação | Eleitorado/Participação        | 2 695 | 62,37 / 100,00  | 0,85 |          |         |

#### São Martinho do Bispo e Ribeira de Frades
| Partido                 | Partido                        | Votos  | %               | +/-  | Mandatos | +/-     |
| ----------------------- | ------------------------------ | ------ | --------------- | ---- | -------- | ------- |
|                         | Partido Socialista             | 3 574  | 50,72 / 100,00  | 9,71 | 7 / 13   | 1       |
|                         | PSD-CDS-PPM-MPT                | 1 345  | 19,09 / 100,00  | -    | 3 / 13   | -       |
|                         | Somos Coimbra                  | 788    | 11,18 / 100,00  | Novo | 1 / 13   | Novo    |
|                         | Coligação Democrática Unitária | 517    | 7,34 / 100,00   | 2,11 | 1 / 13   | Estável |
|                         | Cidadãos por Coimbra           | 477    | 6,77 / 100,00   | 2,11 | 1 / 13   | Estável |
| Votos Inválidos         | Votos Inválidos                | 345    | 4,90 / 100,00   | 2,97 |          |         |
| Total                   | Total                          | 7 046  | 100,00 / 100,00 |      | 13 / 13  |         |
| Eleitorado/Participação | Eleitorado/Participação        | 13 873 | 50,79 / 100,00  | 2,51 |          |         |

#### São Silvestre
| Partido                 | Partido                        | Votos | %               | +/-  | Mandatos | +/-     |
| ----------------------- | ------------------------------ | ----- | --------------- | ---- | -------- | ------- |
|                         | Partido Socialista             | 602   | 41,35 / 100,00  | 7,84 | 4 / 9    | 1       |
|                         | PSD-CDS-PPM-MPT                | 423   | 29,05 / 100,00  | -    | 3 / 9    | -       |
|                         | Coligação Democrática Unitária | 229   | 15,73 / 100,00  | 4,52 | 1 / 9    | Estável |
|                         | Somos Coimbra                  | 140   | 9,62 / 100,00   | Novo | 1 / 9    | Novo    |
| Votos Inválidos         | Votos Inválidos                | 62    | 4,26 / 100,00   | 1,64 |          |         |
| Total                   | Total                          | 1 456 | 100,00 / 100,00 |      | 9 / 9    |         |
| Eleitorado/Participação | Eleitorado/Participação        | 2 598 | 56,04 / 100,00  | 0,63 |          |         |

#### Souselas e Botão
| Partido                 | Partido                        | Votos | %               | +/-  | Mandatos | +/-     |
| ----------------------- | ------------------------------ | ----- | --------------- | ---- | -------- | ------- |
|                         | Somos Coimbra                  | 1 249 | 50,10 / 100,00  | Novo | 5 / 9    | Novo    |
|                         | PSD-CDS-PPM-MPT                | 530   | 21,26 / 100,00  | -    | 2 / 9    | -       |
|                         | Partido Socialista             | 363   | 14,56 / 100,00  | 5,40 | 1 / 9    | 1       |
|                         | Coligação Democrática Unitária | 221   | 8,86 / 100,00   | 2,63 | 1 / 9    | Estável |
| Votos Inválidos         | Votos Inválidos                | 130   | 5,22 / 100,00   | 0,60 |          |         |
| Total                   | Total                          | 2 493 | 100,00 / 100,00 |      | 9 / 9    |         |
| Eleitorado/Participação | Eleitorado/Participação        | 4 199 | 59,37 / 100,00  | 3,69 |          |         |

#### Taveiro, Ameal e Arzila
| Partido                 | Partido                        | Votos | %               | +/-   | Mandatos | +/-     |
| ----------------------- | ------------------------------ | ----- | --------------- | ----- | -------- | ------- |
|                         | Coligação Democrática Unitária | 1 332 | 53,54 / 100,00  | 22,05 | 6 / 9    | 3       |
|                         | Partido Socialista             | 642   | 25,80 / 100,00  | 6,38  | 2 / 9    | Estável |
|                         | PSD-CDS-PPM-MPT                | 277   | 11,13 / 100,00  | -     | 1 / 9    | -       |
|                         | Somos Coimbra                  | 119   | 4,78 / 100,00   | Novo  | 0 / 9    | Novo    |
| Votos Inválidos         | Votos Inválidos                | 118   | 4,74 / 100,00   | 1,42  |          |         |
| Total                   | Total                          | 2 488 | 100,00 / 100,00 |       | 9 / 9    |         |
| Eleitorado/Participação | Eleitorado/Participação        | 3 722 | 66,85 / 100,00  | 0,73  |          |         |

#### Torres do Mondego
| Partido                 | Partido                        | Votos | %               | +/-   | Mandatos | +/-  |
| ----------------------- | ------------------------------ | ----- | --------------- | ----- | -------- | ---- |
|                         | Partido Socialista             | 742   | 60,18 / 100,00  | 24,16 | 6 / 9    | 2    |
|                         | Coligação Democrática Unitária | 212   | 17,19 / 100,00  | 18,14 | 2 / 9    | 1    |
|                         | PSD-CDS-PPM-MPT                | 188   | 15,25 / 100,00  | -     | 1 / 9    | -    |
|                         | Somos Coimbra                  | 47    | 3,81 / 100,00   | Novo  | 0 / 9    | Novo |
| Votos Inválidos         | Votos Inválidos                | 44    | 3,57 / 100,00   | 2,94  |          |      |
| Total                   | Total                          | 1 233 | 100,00 / 100,00 |       | 9 / 9    |      |
| Eleitorado/Participação | Eleitorado/Participação        | 1 992 | 61,90 / 100,00  | 6,74  |          |      |

#### Trouxemil e Torre de Vilela
| Partido                 | Partido                        | Votos | %               | +/-   | Mandatos | +/-     |
| ----------------------- | ------------------------------ | ----- | --------------- | ----- | -------- | ------- |
|                         | Partido Socialista             | 808   | 44,40 / 100,00  | 20,25 | 5 / 9    | 2       |
|                         | PSD-CDS-PPM-MPT                | 548   | 30,11 / 100,00  | -     | 3 / 9    | -       |
|                         | Coligação Democrática Unitária | 211   | 11,59 / 100,00  | 1,65  | 1 / 9    | Estável |
|                         | Cidadãos por Coimbra           | 127   | 6,98 / 100,00   | 0,07  | 0 / 9    | Estável |
| Votos Inválidos         | Votos Inválidos                | 126   | 6,93 / 100,00   | 0,12  |          |         |
| Total                   | Total                          | 1 820 | 100,00 / 100,00 |       | 9 / 9    |         |
| Eleitorado/Participação | Eleitorado/Participação        | 3 362 | 54,13 / 100,00  | 1,52  |          |         |

#### Juntas antes e depois das Eleições
| Freguesia                                 | 2013-2017 | 2013-2017                      | 2013-2017      | 2017-2021 | 2017-2021                      | 2017-2021      |
| ----------------------------------------- | --------- | ------------------------------ | -------------- | --------- | ------------------------------ | -------------- |
| Almalaguês                                |           | Partido Socialista             | 33,11 / 100,00 |           | Partido Socialista             | 57,42 / 100,00 |
| Antuzede e Vil de Matos                   |           | Partido Socialista             | 67,44 / 100,00 |           | Partido Socialista             | 58,40 / 100,00 |
| Assafarge e Antanhol                      |           | PSD-PPM-MPT                    | 39,89 / 100,00 |           | PSD-CDS-PPM-MPT                | 40,41 / 100,00 |
| Brasfemes                                 |           | Partido Socialista             | 58,23 / 100,00 |           | Partido Socialista             | 53,57 / 100,00 |
| Ceira                                     |           | Partido Socialista             | 37,47 / 100,00 |           | Partido Socialista             | 45,93 / 100,00 |
| Cernache                                  |           | Coligação Democrática Unitária | 57,36 / 100,00 |           | Coligação Democrática Unitária | 39,53 / 100,00 |
| Coimbra                                   |           | PSD-PPM-MPT                    | 33,40 / 100,00 |           | PSD-CDS-PPM-MPT                | 31,05 / 100,00 |
| Eiras e São Paulo de Frades               |           | Partido Socialista             | 28,61 / 100,00 |           | Partido Socialista             | 34,98 / 100,00 |
| Santa Clara e Castelo Viegas              |           | PSD-PPM-MPT                    | 28,80 / 100,00 |           | PSD-CDS-PPM-MPT                | 33,84 / 100,00 |
| Santo António dos Olivais                 |           | PSD-PPM-MPT                    | 29,77 / 100,00 |           | PSD-CDS-PPM-MPT                | 30,81 / 100,00 |
| São João do Campo                         |           | Coligação Democrática Unitária | 46,22 / 100,00 |           | Partido Socialista             | 39,29 / 100,00 |
| São Martinho de Árvore e Lamarosa         |           | Partido Socialista             | 44,84 / 100,00 |           | Partido Socialista             | 49,26 / 100,00 |
| São Martinho do Bispo e Ribeira de Frades |           | Partido Socialista             | 41,01 / 100,00 |           | Partido Socialista             | 50,72 / 100,00 |
| São Silvestre                             |           | Partido Socialista             | 49,19 / 100,00 |           | Partido Socialista             | 41,35 / 100,00 |
| Souselas e Botão                          |           | Grupo de Cidadãos              | 32,11 / 100,00 |           | Grupo de Cidadãos              | 50,10 / 100,00 |
| Taveiro, Ameal e Arzila                   |           | Coligação Democrática Unitária | 31,49 / 100,00 |           | Coligação Democrática Unitária | 53,54 / 100,00 |
| Torres do Mondego                         |           | Partido Socialista             | 36,02 / 100,00 |           | Partido Socialista             | 60,18 / 100,00 |
| Trouxemil e Torre de Vilela               |           | PSD-PPM-MPT                    | 43,03 / 100,00 |           | Partido Socialista             | 44,40 / 100,00 |